# Ratusz Nowomiejski w Pradze
Ratusz Nowomiejski (cz. Novoměstská radnice) – średniowieczne centrum administracyjne praskiej dzielnicy Nowe Miasto (cz. Nové Město). 30 lipca 1419 roku był miejscem pierwszej z trzech defenestracji praskich.
Ratusz znajduje się na rogu ulicy Vodickova i Placu Karola w Pradze 2. Jest jednym z najważniejszych budynków w Nowym Mieście, które powstały za panowania Karola IV. 
Na dziedzińcu ratusza do czasów II wojny światowej odbywały się egzekucje. Ostatnim więźniem aresztu w ratuszu była przez krótki czas Milada Horáková